# 卡努爾卡湖
46°28′9″N 45°5′53″E / 46.46917°N 45.09806°E
卡努爾卡湖（俄语：Конурка），是俄羅斯的湖泊，位於該國西南部，由卡爾梅克共和國負責管轄，長3.1公里、寬1.6公里，面積8.2平方公里，平均水深2.1米，最大水深6.3米。